# Диявол у міс Джонс
«Диявол у міс Джонс» (англ. The Devil in Miss Jones) — порнографічний фільм 1973 року, сценаристом, режисером і продюсером якого став Жерар Даміано, натхненний п'єсою французького філософа Жана-Поля Сартра «Виходу немає» 1944 року. З Джорджиною Спелвін і Гаррі Рімсом у головних ролях цей фільм широко вважається класичним фільмом для дорослих, випущеним під час Золотої доби порно (1969—1984). Після успіху фільму «Глибоке горло» 1972 року Даміано знімав фільм на переобладнаному заводі з виробництва яблук у Міланвіллі, штат Пенсільванія.
Поряд із «Глибоким горлом» і «За зеленими дверима», «Диявол у міс Джонс» асоціюється з часом в американській культурі, відомим як «порно-шик», коли еротичні фільми для дорослих тільки починали масово виходити в прокат., що публічно обговорюється знаменитостями (як-от Джонні Карсон і Боб Гоуп) і серйозно сприймається кінокритиками (як-от Роджер Еберт). Фільм породив численні рімейки та продовження.
Як і у випадку з багатьма фільмами золотого віку порно, статус авторських прав на «Диявол у міс Джонс» не вирішений. VCX претендує на авторські права; Конкуруючий дистриб'ютор Arrow Productions розповсюджував неавторизовані копії протягом деякого часу до 2009 року, коли (як частина взаємного перемир'я між компаніями) Arrow погодилася прийняти претензію VCX в обмін на те, щоб не оскаржувати претензію Arrow щодо Deep Throat.

## Сюжет
Втомлена життям, Джастін Джонс, самотня та депресивна дівчина, вирішує, що самогубство є єдиним виходом із її звичного нудного існування. Під час купання вона розрізає зап'ястя лезом для гоління і помирає.
Ангел Абака повідомляє Джонсу, що хоча вона жила «чистим» життям, її самогубство позбавило її права потрапити на небеса, і вона повинна провести вічність у Лімбо. Розгніваний тим, що її єдина необережність залишила у неї лише вибір між Лімбо чи Пеклом, Джонс просить Абаку дозволити їй «заробити» своє місце в Пеклі, дозволивши їй повернутися на Землю та стати втіленням Хтивості. Після інтенсивного сеансу болю та насолоди з грізним чоловіком, відомим лише під назвою «Вчитель», Джастін має кілька дивних і сексуально девіантних зустрічей, останньою з яких є графічна трійка.
У той момент, коли Джонс насолоджується своїм новим життям, сповненим хтивості, час, який їй було надано для самореалізації, закінчується, і вона стикається з вічністю в пеклі. Хоча спочатку нажахана болем, який їй доведеться витерпіти, Абака розвіює поширений людський міф про пекло, обіцяючи Джонс, що насправді їй буде «досить комфортно». Зараз люта гіперсексуалка, Джонс обмежена маленькою кімнатою з імпотентом, який більше зацікавлений у лові мух, ніж вона. Вона відчайдушно благає чоловіка про секс, але він просто просить її мовчати, поки прислухається до дзижчання комах.

## Акторський склад
- Джорджина Спелвін — Джастін Джонс
- Джон Клеменс — Абака
- Гаррі Рімс — вчитель (Гаррі Рімс)
- Марк Стівенс — другий хлопець з Джастін (Марк Стівенс)
- Леві Річардс -третій хлопець Джастін (Рік Лівермор)
- Джудіт Гамільтон — перша дівчина з Джастін (Клер Люм'єр)
- Сью Флейкен — друга дівчина Джастін
- Жерар Даміано — людина у камері (в титрах: Альберт Горк)

## Джорджина Спелвін
На момент виробництва Спелвін було 36 років. «Диявол у Міс Джонс» був однією з її перших акторських появ після кар'єри хористки на Бродвеї, де вона брала участь у таких постановках, як «Кабаре», «Хлопці та ляльки», «Милосердя» та «Гра в піжамі».
Її роль у «Дияволі» була типовою для її кар'єри, оскільки вона часто грала старовинних дів безшлюбності, які сексуально пробуджуються, а потім стають сексуальними демонами (наприклад, «Соня»). Вона також зустрічає трагічний кінець у кількох інших своїх фільмах. У фільмі дебютувала її прізвисько Джорджина Спелвін, відсилання до Джорджа Спелвіна, традиційного сценічного імені, яке використовується для приховування особистості виконавця з багатьох причин. Згідно з її інтерв'ю на Dave's Old Porn, Спелвін також займавлая ремісництвом і готувала на знімальному майданчику. Актриса виставлялася у фільмі як Клер Люм'єр, яку найняли лише для надання ремісничих послуг, але їй запропонували 100 доларів за лесбійську сцену зі Спелвін, що вона погодилася.
В аудіоінтерв'ю The Rialto Report у 2013 році Спелвін розповіла про те, що в той час вони з Люм'єром були коханцями, і вони прийняли роботу в фільмах для дорослих як засіб збору грошей для свого кіноколективу.

## Каса
Фільм отримав рейтинг X від MPAA, а прем'єра відбулася в театрі 57th Street Playhouse у Нью-Йорку. У багатьох театрах його показували після «Глибокого горла» як частину подвійного афіші. «Диявол у міс Джонс» побив касовий рекорд порнографічного фільму. Він був комерційно успішнішим, ніж «Глибоке горло» та «За зеленими дверима», і успішно конкурував із основними фільмами. Фільм заробив 15 доларів мільйон валових прокатів у прокаті США, що зробило його десятим найуспішнішим фільмом 1973 року, відразу після «Паперового місяця» з Раяном О'Нілом і «Живи та дай померти» з Роджером Муром.

## Критичний прийом
Як і інші фільми епохи порно-шику, його рецензували кінокритики основних газет. У рецензії на фільм у Variety сказано: «У фільмі „Диявол у міс Джонс“ жорстке порно наближається до форми мистецтва, яку критикам, можливо, буде важко ігнорувати в майбутньому», і порівнює його сюжет із п'єсою Жан-Поля Сартра «Виходу немає». Далі в рецензії говорилося: «Даміано вправно створив дивну мелодраму», а першу сцену описував як «послідовність настільки ефектну, що виділялася б у будь-якій законній театральній постановці». Він завершив словами: «Забронювати фільм такої технічної якості в стандартному секс-хаусі — це те саме, що викинути його на смітник найсучаснішої хардкорної послуги».
За словами Пітера Майкельсона, існує «відносно невеликий корпус [порнографічних] фільмів — наприклад, „Глибоке горло“, „Диявол у міс Джонс“, „За зеленими дверима“ — які мають мінімальний, але все ж достатній художній інтерес, щоб вирізнятися з-поміж решти фільмів цього жанру».
Інші критики описали його як один із «двох найкращих еротичних фільмів, коли-небудь створених», разом із «Глибоким горлом». Роджер Еберт не оцінив «Глибоке горло» але описав «Диявола в міс Джонс» як «найкращий» в жанрі, який він бачив, і дав йому три зірки з чотирьох можливих. Він писав, що відносно висока продуктивність і оповідання були частково причиною його позитивної рецензії, але головною перевагою була гра Спелвін: «вона не тільки найкраща, але, можливо, єдина актриса в жанрі хардкор. Я маю на увазі, що коли вона на екрані, її тіло та дії не є єдиною причиною, чому ми дивимося на неї „Один серед порнозірок“, вона ніколи не здається експлуатованою». В іншому місці (у рецензії на «За зеленими дверима» за грудень 1973 року) Еберт писав: «Єдиним жорстким фільмом, який я бачив, який був справді еротичним, був „Диявол у міс Джонс“ — і він був еротичним не завдяки своєму жорсткому змісту, а всупереч йому. Це спрацювало, тому що його зірка, Джорджина Спелвін, була настільки здатна проектувати емоції, залученість і відмову. […] Геніальність „Диявола в міс Джонс“ полягала в тому, що головна героїня мала вигадану реальність і мотивацію, що робило сексуальні сцени правдоподібними».
Джин Сіскел з Chicago Tribune також дав фільму три зірки з чотирьох і назвав його «надзвичайно вищим за звичайний фільм, і це пояснює, чому він зробив сенсаційний бізнес у Нью-Йорку та Лос-Анджелесі. У нього є історія. Це добре сфотографований. У ньому центральний персонаж, який має трохи сенсу». Критичний прийом був не зовсім позитивним. Вінсент Кенбі з The New York Times був негативно налаштований і назвав це «новим безглуздим порнофільмом… який, здається, змусили багатьох людей, які повинні були знати краще, знайти проривний фільм». Чарльз Чемплін з Los Angeles Times писав, що фільм залишив його «в розгубленості, не знаючи, як його рецензувати. У ньому є кінематографічна майстерність, якої бракує „Глибокому горлі“, а також претензії на сюжет. Але сюжет — це лише обхідний маневр для гімнастики, апеляція до жорсткої аудиторії, і у вас виникає відчуття, що потрібна не рецензія, а друга думка від Мастерса і Джонсона або будь-якого компетентного фізіолога».
Режисер Вільям Фрідкін назвав його «чудовим фільмом», частково тому, що це був один із небагатьох порнофільмів із належним сюжетом. Це був один із перших фільмів, який увійшов до Зали слави XRCO.

## Саундтрек
Темою для фільму була «Я повертаюся додому», яку співала Лінда Ноемвер.
Діалог був інтенсивно семплований у треку під назвою «The Teacher» електронною групою Wave Mechanics у 1991 році на лейблі Oh'Zone — лейблі, який першим випустив класичний есид-хаус «Chime» піонерів британської електронної музики Orbital, перш ніж він став кросоверним хітом. у Великої Британії.

## Домашні медіа
У 2006 році VCX використала Media Blasters для цифрового ремастерингу плівки з оригінальної 35-міліметрової плівки на 2-дисковий набір «Definitive Collectors Edition» на DVD. Ця остання редакція була перепакована та, імовірно, має найкращу якість зображення та звуку з усіх оригінальних випусків «Диявол у міс Джонс». DVD-диски містять оновлену функцію, аудіокоментар з режисером Даміано, велике інтерв'ю зі Спелвіном, оригінальний трейлер, версію для кабельного телебачення та фотогалерею.

## Продовження та рімейки
| Рік  | Назва                                    | Директор          | Автор                           | Диявол          | Місс Джонс        | Актори другого плану | Студія              | Примітки |
| ---- | ---------------------------------------- | ----------------- | ------------------------------- | --------------- | ----------------- | --- | ------------------- | --- |
| 1982 | Диявол у міс Джонс 2                     | Анрі Пашар        | Еллі Гейворд                    | Р. Болла        | Джорджина Спелвін | Жаклін Лоріанс, Джек Вранглер, Саманта Фокс, Анна Вентура, Джоанна Сторм, Шерон Мітчелл, Рон Джеремі                                                                               | VCA Pictures        | Сатиричний зліт над оригіналом; заголовний трек виконав Джонні Гартман. |
| 1986 | Диявол у міс Джонс 3: Новий початок      | Ґреґорі Дарк      | Ґреґорі Дарк та Джонні Джамп-Ап | Джек Бейкер     | Лоїс Ейрс         | Каріна Коллінз, Ванесса дель Ріо, Ембер Лінн, Карі Фокс, Том Байрон, Дженніфер Нокст, Шанель, Келі Річардс, Пітер Норт, Марк Волліс, Пол Томас, Кевін Джеймс має невиконавчу роль. | VCA Pictures        | Переможець у номінації «Найкращий фільм» на премії AVN 1987 року |
| 1986 | Диявол у міс Джонс 4: Останнє обурення   | Ґреґорі Дарк      | Ґреґорі Дарк та Джонні Джамп-Ап | Джек Бейкер     | Лоїс Ейрс         | Патті Петіт, Крістара Баррінгтон, Келі Річардс, Кріста Лейн, Тамара Лонглі, Еріка Бойєр, Пол Томас, Рон Джеремі, Ф.М. Бредлі та Кевін Джеймс                                       | VCA Pictures        | Частини 3 і 4 разом отримали нагороду «Найкращий класичний DVD» на премії AVN 2000 року. |
| 1991 | Диявол у міс Джонс II: Диявольський план | Стів Дрейк        | Стів Дрейк                      | Рон Джеремі     | Олександра Квін   | Тейлор Вейн, Камео, Ренді Вест, Кел Джаммер, Біфф Малібу, Джеррі Батлер | Arrow Productions   | Хоча дехто не вважає цей фільм частиною серії, він, тим не менш, є продовженням, в якому Квінн грає Аманду Джонс, яка, перебуваючи в лімбі після смерті, повинна вибрати між дияволом (Джеремі) і ангелом (Вест). Після цієї постановки Arrow і VCX були залучені в суперечку щодо авторських прав на оригінальний фільм « Диявол у міс Джонс “, а також на два інші фільми Золотої доби порно, «Глибоке горло» і «Деббі робить Даллас». Обидві компанії продовжують продавати «Диявол у міс Джонс». |
| 1995 | Диявол у міс Джонс 5: Пекло              | Ґреґорі Дарк      | Селвін Гарріс                   | Ріп Гімен       | Джулі Ештон       | Аманда Аддамс, Таммі Енн, Келлі О'Делл, Ніколь Лейс, Ванесса Чейз, Аріана, Роуен Фейрмонт, Барбара Долл, Ребекка Лорд, Сереніті, Сінді Кокс, Том Байрон, Дейв Каммінгс, Марк Девіс | VCA Pictures        | |
| 1999 | Диявол у міс Джонс 6                     | Антоніо Пассоліні | Антоніо Пассоліні               | Тіна Тайлер     | Стейсі Валентайн  | Віка, Нікіта, Ренді Спірс, Джулі Ештон, Діззі, Лейсі Огден, Періс Блю, Аніта Каннібал, Скотті Шварц                                                                                | VCA Pictures        | Фільм здобув перемогу в номінації «Найкращий прокатний реліз року» на церемонії нагородження AVN 2000 року. |
| 2005 | Новий Диявол у міс Джонс                 | Пол Томас         | Дін Неш і Рейвен Тачстоун       | Дженна Джеймсон | Саванна Семсон    | Рейчел Роттен, Роксана Холл, Анжеліка Сін, Вікі Ветте, Дік Смотерс-молодший, Нік Меннінг, Тоні Тедескі, Джорджина Спелвін                                                          | Vivid Entertainment | На премії AVN 2006 року ремейк домінував, здобувши перемогу в номінаціях «Найкраща художня робота», «Найкраща операторська робота», «Найкращий монтаж», «Найкращий сценарій», «Найкраща режисура», «Найкраща жіноча роль», «Найкращий фільм», «Найкраща жіноча роль другого плану» та «Найкраща жіноча сексуальна сцена». Виробництво фільму обійшлося в $250 000, що, за словами кінорецензента The New York Times Міреї Наварро, стало «найдорожчим (виробництвом) Vivid за всю історію». і одна з найдорожчих порнографічних постановок усіх часів. Спелвін, зірка оригінального фільму, якому тоді було майже 70 років, взяла на себе несексуальну роль прибиральниці та наставниці нової міс Джонс. |
| 2010 | Диявол у міс Джонс: Воскресіння          | Пол Томас         | Рейвен Точстоун                 | Саванна Семсон  | Беладонна         | Пенні Флейм, Кармелла Бінг, Ребека Лінарес, Вікторія Сін, Курт Локвуд, Нік Меннінг, Стівен Сент-Круа, Еван Стоун, Том Байрон                                                       | Vivid Entertainment | Незважаючи на кілька номінацій на AVN Awards 2011, він не виграв жодної. |